# Emil Königsfeldt
Emil Viktor Rudolf Leopold Königsfeldt, född 15 mars 1823 i Lunds stadsförsamling, Malmöhus län, död 25 mars 1900 i Norrbärke församling, Kopparbergs län, var en svensk jurist och politiker.
Königsfeldt var häradshövding i Västerdalarnas domsaga 1862–1900. Han var ledamot av andra kammaren 1873–1881, invald i Västerbergslags domsagas valkrets och därefter ledamot av första kammaren 1881–1883 samt 1887–1891, invald i Kopparbergs läns valkrets.